# Cherchez la femme
Cherchez la femme (укр. Шукайте жінку) — французький крилатий вислів. Використовується, коли поведінка людини є незрозумілою, тобто причина вчинків не може бути пояснена логічно. Іноді помилково використовується при прагненні чоловіка встановити романтичні стосунки з жінкою.

## Походження
Вираз походить з роману Александра Дюма-батька «Могікани Парижа», у якому детектив Жакаль приходить до висновку, що у злочині замішана жінка, зі словами: «Де жінка? Шукайте її.» Ця думка підтверджується іншим детективом: «А! Пане Жакаль, ви мали рацію, коли сказали „шукайте жінку“».
В англомовному середовищі фраза набула широкої відомості 1909 року після публікації новели О. Генрі під назвою «Шукайте жінку».